# Rex Stout
Pour les articles homonymes, voir Stout (homonymie).
Rex Stout, de son nom complet Rex Todhunter Stout, né le 1er décembre 1886 à Noblesville, en Indiana, et mort le 27 octobre 1975 à Danbury, au Connecticut, est un écrivain américain de roman policier, connu surtout grâce aux personnages de Nero Wolfe, détective de fiction gargantuesque que le critique Will Cuppy qualifiera de Falstaff des détectives, et de son assistant, Archie Goodwin, aussi le narrateur des enquêtes. 
En 2000, l'ensemble des aventures de Nero Wolfe a reçu le prix de la meilleure série policière lors de la plus grande rencontre internationale consacrée au roman policier, le Bouchercon, les autres candidats nommés étant Raymond Chandler, Agatha Christie, Dashiell Hammett et Dorothy Sayers.

## Biographie
Stout est né à Noblesville dans l'Indiana, mais il grandit avec ses huit frères et sœurs au Kansas dans une famille de quakers. Sa sœur ainée Ruth Stout est une pionnière de la permaculture. Après des études universitaires à l'Université du Kansas, il sert deux ans dans la marine, en particulier sur le yacht du président Roosevelt. À sa démobilisation, il se retrouve sans ressources.
Dans les années 1910, il gagne sa vie en exerçant une série de petits boulots : plus de trente en quatre ans. Il amorce ainsi, entre autres expédients, sa carrière littéraire, rédigeant pour des magazines à grande diffusion des articles, des histoires d'amour et même quelques romans d'aventures sous forme de feuilleton qui abordent des thèmes policiers. Son idée d'un ingénieux système d'épargne scolaire qu'il parvient à mettre en place lui rapporte bientôt assez d'argent pour lui permettre de voyager en Europe. C'est pendant un séjour à Paris qu'il écrit son premier roman destiné à une publication en volume, How Like a God (1929). Cette étude psychologique, qui adopte une narration inhabituelle à la seconde personne, obtient bonne presse. Suivront trois autres romans, dont un (Forest Fire) évoque implicitement l'homosexualité. La carrière littéraire de Rex Stout est en bonne voie, mais la Grande Dépression le frappe de plein fouet : son système d'épargne périclite et il perd toute sa fortune.
De retour en Amérique, Stout s'engage dans les mouvements de gauche et d'extrême-gauche. Il est aussi un ardent défenseur du New Deal. En parallèle, il se lance dans la littérature policière. Son premier roman, Fer-de-lance, présente pour la première fois son couple de détectives, Nero Wolfe, intellectuel obèse et amateur d'orchidées, et Archie Goodwin, jeune détective de terrain. À partir de 1938, l'auteur se concentre sur l'écriture de romans policiers, adoptant pour la série des Nero Wolfe le rythme d'un volume par an jusqu'à sa mort en 1975, sauf pendant la Seconde Guerre mondiale.
Pendant le conflit, il dirige le Writers War Board, une institution financée par le gouvernement pour dénoncer le régime nazi en Allemagne et favoriser l'entrée en guerre des États-Unis. Le Writers War Board fut surnommée "la plus formidable machine de guerre de l'histoire"[citation nécessaire]. L'activité politique intense de Stout le conduit à s'engager dans plusieurs causes et il utilise toutes les tribunes qui lui sont offertes pour faire connaître ses vues. Il participe notamment à plusieurs émissions de radio qui prônent l'intervention des États-Unis et la lutte contre le nazisme à une époque où ces sujets étaient mal compris par l'opinion américaine.  
Rex Stout, qui a été marié deux fois, a été élu président du Authors League of America et du Mystery Writers of America qui lui a décerné, en 1959, l'Edgar du Grand Maître (Grand Master Award).

## Œuvre

### Romans

#### SérieNero Wolfe
1. Fer-de-Lance (1934) Publié en français sous le titre Fer-de-lance, Paris, Gallimard, coll. « Le Scarabée d'Or » no 6, 1937 ; réédition, Paris, 10/18 no 1966, 1988 Publié en français dans une nouvelle traduction intégrale sous le titre Fer-de-lance dans Rex Stout, vol. 1, Paris, Librairie des Champs-Élysées, coll. « Les Intégrales du Masque », 1996 ; réédition de cette traduction intégrale révisée, Paris, Éditions du Masque, coll. « Masque poche » no 25, 2013
2. The League of Frightened Men (1935) Publié en français sous le titre Les Compagnons de la peur, Paris, Gallimard, coll. « Le Scarabée d'Or » no 26, 1939 ; réédition, Paris, Fayard, coll. « L'Homme aux orchidées » no 5, 1949 ; réédition, Paris, 10/18 no 1967, 1988 Publié en français dans une nouvelle traduction intégrale sous le titre Les Compagnons de la peur dans Rex Stout, vol. 1, Paris, Librairie des Champs-Élysées, coll. « Les Intégrales du Masque », 1996 ; réédition, Paris, Éditions du Masque, coll. « Masque poche » no 61, 2015
3. The Rubber Band (1936) Publié en français sous le titre La Bande élastique, Paris, Gallimard, coll. « Le Scarabée d'Or » no 20, 1938 ; réédition, Paris, Fayard, coll. « L'Homme aux orchidées » no 3, 1949 ; réédition, Paris, Librairie des Champs-Élysées, coll. « Club des Masques » no 252, 1975 ; réédition, Paris, Édito-Service, coll. « Les Classiques du crime », 1981 ; réédition sous le titre Le Secret de la bande élastique, Paris, Rivages, coll. « Rivages/Mystère » no 1, 1988 Publié en français dans une nouvelle traduction intégrale sous le titre La Bande élastique dans Rex Stout, vol. 1, Paris, Librairie des Champs-Élysées, coll. « Les Intégrales du Masque », 1996
4. The Red Box (1937) Publié en français sous le titre La Cassette rouge, Paris, Fayard, coll. « L'Homme aux orchidées » no 6, 1949 ; réédition, Paris, Librairie des Champs-Élysées, coll. « Club des Masques » no 208, 1974 ; réédition, Paris, coll. « Rivages/Mystère » no 3, 1988 Publié en français dans une nouvelle traduction intégrale sous le titre La Cassette rouge dans Rex Stout, vol. 1, Paris, Librairie des Champs-Élysées, coll. « Les Intégrales du Masque », 1996
5. Too Many Cooks (1938) Publié en français sous le titre La Sauce zingara, Paris, Fayard, coll. « L'Homme aux orchidées » no 4, 1949 ; réédition, Paris, Librairie des Champs-Élysées, coll. « Club des Masques » no 200, 1974
6. Some Buried Caesar (1939) Publié en français sous le titre L'Homme aux orchidées, Paris, Fayard, coll. « L'Homme aux orchidées » no 1, 1948 ; réédition, Paris, Librairie des Champs-Élysées, coll. « Club des Masques » no 150, 1972, réimpression, 1989 Publié en français dans une nouvelle traduction intégrale sous le titre L'homme aux orchidées, Paris, Librairie des Champs-Élysées, coll. « Le Masque » no 2469, 2002
7. Over My Dead Body (1940) Publié en français sous le titre Meurtre au vestiaire, Paris, Fayard, coll. « L'Homme aux orchidées » no 7, 1949 ; réédition, Paris, Librairie des Champs-Élysées, coll. « Club des Masques » no 317, 1977 ; réédition, Paris, coll. « Rivages/Mystère » no 6, 1988
8. Where There's a Will (1940) Publié en français sous le titre Sept millions de dollars, Paris, Fayard, coll. « L'Homme aux orchidées » no 10, 1950 ; réédition, Paris, Librairie des Champs-Élysées, coll. « Club des Masques » no 292, 1976
9. The Silent Speaker (1946) Publié en français sous le titre La Voix du mort, Paris, Fayard, coll. « L'Homme aux orchidées » no 11, 1950 ; réédition, Paris, Librairie des Champs-Élysées, coll. « Club des Masques » no 185, 1973
10. Too Many Women (1947) Publié en français sous le titre Trop de femmes, Paris, Fayard, coll. « L'Homme aux orchidées » no 9, 1950 ; réédition, Paris, Librairie des Champs-Élysées, coll. « Club des Masques » no 166, 1973
11. And Be a Villain ou More Deaths Than One [G.-B.] (1948) Publié en français sous le titre Ici Radio New York, Paris, Fayard, coll. « L'Homme aux orchidées » no 2, 1949 ; réédition, Paris, Librairie des Champs-Élysées, coll. « Club des Masques » no 283, 1976 ; réédition, Paris, 10/18 no 1969, 1988
12. The Second Confession (1949) Publié en français sous le titre La Seconde Confession, Paris, Fayard, coll. « L'Homme aux orchidées » no 12, 1951 ; réédition, Paris, Librairie des Champs-Élysées, coll. « Club des Masques » no 301, 1977
13. In the Best Families ou Even in the Best Families [G.-B.] (1950) Publié en français sous le titre Ça arrive dans les meilleures familles, Paris, Fayard, coll. « L'Homme aux orchidées » no 13, 1951 ; réédition, Paris, Librairie des Champs-Élysées, coll. « Club des Masques » no 292, 1976 Publié en français dans une traduction révisée et complétée sous le titre Ça arrive dans les meilleures familles, Paris, Librairie des Champs-Élysées, coll. « Le Masque » no 2480, 2003
14. Murder by the Book (1951) Publié en français sous le titre Un roman a tué, Paris, Fayard, coll. « L'Homme aux orchidées » no 15, 1952
15. Prisoner's Base ou Out Goes She [G.-B.] (1952) Publié en français sous le titre Trois femmes et un homme, Paris, Fayard, coll. « L'Homme aux orchidées » no 17, 1953 ; réédition, Paris, Librairie des Champs-Élysées, coll. « Club des Masques » no 226, 1974
16. The Golden Spiders (1953) Publié en français sous le titre Les Araignées d'or, Paris, Fayard, coll. « L'Homme aux orchidées » no 19, 1954 ; réédition, Paris, Librairie des Champs-Élysées, coll. « Club des Masques » no 159, 1972
17. The Black Mountain (1954) Publié en français sous le titre La Montagne noire, Paris, Fayard, coll. « L'Homme aux orchidées » no 21, 1955
18. Before Midnight (1955) Publié en français sous le titre Avant minuit, Paris, Fayard, coll. « Les 3 A », 1957 ; réédition, Paris, Librairie des Champs-Élysées, coll. « Club des Masques » no 193, 1973
19. Might as Well Be Dead (1956) Publié en français sous le titre J'aurais mieux fait de mourir, Paris, Fayard, coll. « Les 3 A », 1958 ; réédition, Paris, Librairie des Champs-Élysées, coll. « Club des Masques » no 217, 1974
20. If Death Ever Slept (1957)
21. Champagne for One (1958)
22. Plot It Yourself ou Murder in Style (G.-B.) (1959)
23. Too Many Clients (1960) Publié en français sous le titre Trop de clients, Paris, Librairie des Champs-Élysées, coll. « Le Masque » no 763, 1962 ; réédition, Paris, Librairie des Champs-Élysées, coll. « Club des Masques » no 245, 1975 Publié en français dans une traduction révisée et complétée sous le titre Trop de clients, Paris, Librairie des Champs-Élysées, coll. « Le Masque » no 763, 2003
24. The Final Deduction (1961) Publié en français sous le titre Les Infaillibles, Bruxelles, Dupuis, coll. « Mi-nuit » no 8, 1966 ; réédition, Paris, 10/18 no 1968, 1988
25. Gambit (1962)
26. The Mother Hunt (1963) Publié en français sous le titre Ce bébé est pour vous, Paris, Librairie des Champs-Élysées, coll. « Le Masque » no 873, 1965
27. A Right to Die (1964) Publié en français sous le titre Le Droit de mourir, Paris, Dupuis, coll. « Mi-nuit » no 23, 1967
28. The Doorbell Rang (1965) Publié en français sous le titre On sonne à la porte, Paris, Librairie des Champs-Élysées, coll. « Le Masque » no 1003, 1968 ; réédition, Paris, Librairie des Champs-Élysées, coll. « Club des Masques » no 176, 1973
29. Death of a Doxy (1966)
30. The Father Hunt (1968)
31. Death of a Dude (1969)
32. Please Pass the Guilt (1973) Publié en français sous le titre Quarante dollars d'orchidées, Paris, Librairie des Champs-Élysées, coll. « Le Masque » no 1364, 1975
33. A Family Affair (1975)

#### SérieTecumseh Fox
- Double for Death (1939)
- Bad for Business (1940)
- The Broken Vase (1941)

#### Autres romans
- Her Forbidden Knight (1913) - roman policier
- Under the Andes (1914)
- A Prize for Princes (1914) - roman d'aventures
- The Great Legend (1916) - roman historique sur la Guerre de Troie
- The Last Drive (1916)
- How Like a God (1929) - roman psychologique
- Seed on the Wind (1930) - roman psychologique
- Golden Remedy (1931) - roman psychologique
- Forest Fire (1933) - roman psychologique
- The President Vanishes (1934) roman policier collaboratif
- O Careless Love! (1935)
- The Hand in the Glove (1937), aussi titré Crime On Her Hands
- Mr. Cinderella (1938)
- Mountain Cat (1939), aussi titré The Mountain Cat Murders - roman policier
- Red Threads (1939) - roman policier
- Alphabet Hicks (1941), aussi titré The Sound of Murder - roman policier

### Recueils de courts romans ou nouvelles

#### SérieNero Wolfe
- Black Orchids (1942) - contient : Black Orchids ; Cordially Invited to Meet Death Publié en français sous le titre Les Orchidées noires, Paris, Fayard, coll. « L'Homme aux orchidées » no 14, 1952 ; réédition, Paris, Librairie des Champs-Élysées, coll. « Club des Masques » no 311, 1977
- Not Quite Dead Enough (1944) - contient : Not Quite Dead Enough ; Booby Trap Publié en français sous le titre Double Piège, Paris, Fayard, coll. « L'Homme aux orchidées » no 8, 1949
- Trouble in Triplicate (1947) - contient : Help Wanted, Male ; Instead of Evidence (Murder on Tuesday) ; Before I Die Publié en français sous le titre Je vous regarderai mourir, Paris, Fayard, coll. L'Homme aux orchidées no 16, 1953 ; réédition, Paris, Librairie des Champs-Élysées, coll. « Club des Masques » no 262, 1976

Note : Le recueil français ne contient pas Murder on Tuesday.
- Three Doors to Death (1949) - contient : Man Alive ; Omit Flowers ; Door to Death Publié en français sous le titre Deux portes sur la mort, Paris, Fayard, coll. L'Homme aux orchidées no 18, 1954 ; réédition, Paris, Librairie des Champs-Élysées, coll. « Club des Masques » no 259, 1975

Note : Le recueil français ne contient pas Omit Flowers.
- Curtains for Three (1950) - contient : Bullet for One ; The Guns with Wings ; Disguise for Murder
- Triple Jeopardy (1952) - contient : The Cop-Killer ; The Squirt and the Monkey ; Home to Roost Publié en français sous le titre Le Singe et le Vampire, suivi de Le Revolver (The Gun with Wings), Paris, Librairie des Champs-Élysées, coll. « Le Masque » no 1496, 1977

Note : Le recueil français réunit deux courts romans issus de deux recueils originaux différents.
- Three Men Out (1953) - contient : This Won't Kill You ; Invitation to Murder ; The Zero Clue Publié en français sous le titre Invitation au meurtre, Paris, Fayard, coll. L'Homme aux orchidées no 15, 1952 ; réédition, Paris, Librairie des Champs-Élysées, coll. « Club des Masques » no 326, 1977
- Three Witnesses (1955) - contient : When a Man Murders... ; Die Like a Dog ; The Next Witness
- Dans la plus stricte intimité, Paris, Fayard, coll. L'Homme aux orchidées no 20, 1955 ; réédition, Paris, Librairie des Champs-Élysées, coll. « Club des Masques » no 274, 1976

Note : Ce recueil français reprend Murder on Tuesday et Omit Flowers, deux courts romans non publiés lors des parutions de Je vous regarderai mourir et Deux portes sur la mort.
- Three for the Chair (1957) - contient : Immune to Murder ; A Window for Death ; Too Many Detectives
- And Four to Go (1958) - contient : Christmas Party ; Easter Parade ; Fourth of July Picnic ; Murder is No Joke
- Three at Wolfe's Door (1960) - contient : Method Three for Murder ; Poison à la Carte ; The Rodeo Murder
- Homicide Trinity (1962) - contient : Counterfeit for Murder ; Death of a Demon ; Eeny Meeny Murder Mo
- Trio for Blunt Instruments (1964) - contient : Kill Now—Pay Later ; Blood Will Tell ; Murder is Corny
- Death Times Three (1985) - trois courts romans posthumes : Bitter End ; Frame-Up for Murder, Assault on a Brownstone Publié en français sous le titre Un goût d'amertume, Paris, Lefrancq, 1991

Note : Le recueil français omet le dernier texte.

#### Autres recueils de nouvelles
- Justice Ends at Home, and Other Stories (1977)
- Target Practice (1998)
- An Officer and a Lady: and Other Stories (2000)

### Nouvelles

#### Nouvelles de la sérieNero Wolfe
Des nouvelles de Nero Wolfe sont parues dans Mystère magazine :
- no 62, mars 1953, Stout, Rex, Plus d'orchidées pour Miss Brown (The Affair of the Twisted Scarf ou Disguise for Murder - 1950) (réédité dans L'Anthologie du mystère no 7, septembre 1965)
- no 72, janvier 1954, Stout, Rex, On demande un complice (Help Wanted Male - 1945) (réédité dans une autre traduction sous le titre On demande un sosie, dans Anthologie de la littérature policière, Ramsay, 1980)
- no 66, juillet 1953, Stout, Rex, Dans un fauteuil (The Cop-Killer - 1951)
- no 107, décembre 1956, Stout, Rex, Tueur d'occasion (When a Man Murders - 1954) (réédité dans L'Anthologie du mystère no 5, septembre 1964)
- no 141, octobre 1959, Stout, Rex, La Truite et l'Ambassadeur (Immune to Murder - 1955)
- no 193, février 1964, Stout, Rex, Le Chien du commissaire (A Dog in the Daytime ou Die Like a Dog ou The Body in the Hall - 1954)
- no 206, mars 1965, Stout, Rex, Quarante-huit détectives ! (Too Many Detectives - 1956)
- no 264, février 1970, Stout, Rex, Poison à la carte (début) (Poison a la carte - 1960)
- no 265, mars 1970, Stout, Rex, Poison à la carte (fin), (id.)
- no 277, mars 1971, Stout, Rex, Nero Wolfe monte un stratagème (Nero Wolfe Devises a Stratagem ou Home to Roost ou Nero Wolfe and The Communist Killer - 1951)

Et dans L'Anthologie du Mystère :
- no 2, 1962, Stout, Rex, Meurtre en coupe du monde (The World Serie Murder ou This Won't Kill You ou This Will Kill You - 1954)
- no 3, 1963, Stout, Rex, Le Meurtre du mardi (Murder on Tuesday ou Instead of Evidence - 1947)
- no 9, septembre 1966, Stout, Rex, Le Meurtre du 4 juillet (The Fourth of July Murder ou Fourth of July Picnic ou Labor Union Murder - 1958)
- no 10, mars 1967, Stout, Rex, Un Père Noël pas comme les autres (The Christmas Party Murder ou Christmas Party - 1958)
- no 14, août 1971, Stout, Rex, La Mort à cheval (Bullet for One - 1950)
- no 15, 1972, Stout, Rex, Le sang parlera (Blood with Tell - 1963)

Il est également paru en français un court roman dans Le Saint détective magazine :
- no 147 et no 148, mai et juin 1968, Stout, Rex, Les Orchidées noires (Black Orchids - 1942)

#### Autres nouvelles isolées
Une nouvelle ne faisant pas partie du cycle Nero Wolfe est parue dans Mystère magazine :
- no 205, février 1965, Stout, Rex, Le Détective Père Noël (Santa Claus Beat ou Tough Cop's Gift ou Christmas Beat ou Nobody Deserves Justice - 1953)

Une autre nouvelle dans le magazine Suspense :
- no 14, mai 1957, Stout, Rex, De sa propre main (His Own Hand ou By His Own Hand ou Curtain Line - 1955)

### Autres publications liées à Nero Wolfe
- Why Nero Wolfe Likes Orchids (1963)
- The Case of the Spies Who Weren't (1966)
- The Nero Wolfe Cookbook (1973)

## Adaptation au cinéma
- 1934 : The President Vanishes, film réalisé par William A. Wellman

## Sources
- Jacques Baudou et Jean-Jacques Schleret, Le Vrai Visage du Masque, vol. 1, Paris, Futuropolis, 1984, 476 p. (OCLC 311506692), p. 417-419.
- Anne Martinetti, "Le Masque" : histoire d'une collection, Amiens, Encrage, coll. « Références » (no 3), 1997, 143 p. (ISBN 978-2-906389-82-3), p. 95.
- Claude Mesplède (dir.), Dictionnaire des littératures policières, vol. 2 : J - Z, Nantes, Joseph K, coll. « Temps noir », 2007, 1086 p. (ISBN 978-2-910686-45-1, OCLC 315873361), p. 832 et 1043-1044  (Nero Wolfe).
- Claude Mesplède (dir.), Dictionnaire des littératures policières, vol. 1 : A - I, Nantes, Joseph K, coll. « Temps noir », 2007, 1054 p. (ISBN 978-2-910686-44-4, OCLC 315873251), p. 858 (Archie Goodwin).